# 把他追回來！
把他追回來！是美国创作歌手奧莉維亞·羅德里戈的歌曲，收录于她的第二张录音室专辑《GUTS》中。歌曲由羅德里戈和制作人丹·尼格罗共同创作，于2023年9月15日由EMI唱片作为专辑的第二张单曲发行。歌曲的曲风是说唱摇滚与流行朋克，并受到流行搖滾元素的影响，其歌词则探索了罗德里戈希望向前任报仇的同时又希望与前任复合的纠结心态。
许多音乐评论称赞把他追回來！是《GUTS》全专的亮点，并尤其对歌曲幽默的歌词和副歌部分持正面评价，还有的赞赏了罗德里戈的说唱段。在2023年，歌曲被多个年度最佳歌曲榜单收录。在美国，歌曲空降《告示牌》百大單曲榜第11。全球范围内，歌曲在澳大利亚、爱尔兰、新西兰和英国进入了前10，并在巴西和加拿大获得了白金认证。
歌曲的音乐视频由杰克·贝格特执导，完全由一台iPhone 15 Pro Max设备录制。视频展示了罗德里戈的不同克隆体向前任的房子投掷刀具和其它房子的陈设。罗德里戈在《今天》和2023年MTV音乐视频大奖现场表演了歌曲，受到了评论的好评。歌曲是她2024年GUTS世界巡回演唱会的一个安可曲。

## 背景
在首张录音室专辑《SOUR》取得商业成功后，奧莉維亞·羅德里戈继续与制作人丹·尼格罗合作。尼格罗完成了专辑全部歌曲的制作。而羅德里戈在19岁，这一被她描述为“充满困惑、过错、尴尬和老式的青少年忧虑”的一年，就构想出了第二张录音室专辑《GUTS》的概念。
在电子小姐录音室创作《GUTS》的一个录音环节中，羅德里戈和尼格罗创作出了一首她不满意的歌曲。这让她开始怀疑自己的创作能力。但在短暂休息后，他们完成了把他追回來！的创作。这首歌的灵感来自于罗德里戈想要符合人们期望的冲动，这导致她做出了值得怀疑的决定，并与她不应该约会的人约会。羅德里戈表示这是她非常愉快的一段创作经历，歌曲也成为她的最爱之一。她认为歌曲的副歌部分抓耳，很适合一群人去跟着唱。
2023年8月1日，罗德里戈公布了《GUTS》的曲目列表，其中第八首歌曲就是把他追回來！。歌曲的试听影片随着曲目列表的发布同步释出，影片中有一封信件，上面写着寄往“258 get him back drive”。9月8日，歌曲随专辑开放數位下載。7天后，EMI唱片将歌曲送往意大利的电台播放，而格芬唱片则将过去送往美国的當代流行電台。

## 音乐与制作
把他追回來！时长3分31秒，尼格罗参与了歌曲的制作，并与协助制作人亚历山大23和伊恩·柯克派屈克共同处理了歌曲的音訊工程。在歌曲中，尼格罗演奏了原声吉他、电吉他、打击乐器、钢琴、声乐制作人、贝斯、合成器、鼓编程，并加入了部分他的和声；而亚历山大23则演奏了鼓、工程、滑音管吉他、贝斯与合成器。斯特林·劳斯演奏鼓，米奇·麦卡锡进行音频混制，最终母带由蘭迪·美林完成。
把他追回來！是一首说唱摇滚和流行朋克歌曲，并在其副歌部分受到流行搖滾的影响。歌曲被认为与1990年代和2000年代的摇滚音乐类似。Pitchfork的阿丽尔·戈登（Arielle Gordon）认为，歌曲有一种“由静及动的动态”，在罗德里戈演唱饒舌段落的时候，歌曲的调子压抑，但在副歌部分，歌曲充满活力。她在其中使用的诵唱方法被《衛報》的亚历克西斯·佩特里迪斯（Alexis Petridis）用来与独立乐队好湿的腿的作品进行比较。在歌曲的低语桥段中，罗德里戈吟唱的声音和背景中的吉他笑声，代表着她愤怒情绪的增加；根据戈登的说法，这使得歌曲最后副歌部分的狂乱高潮达到了巅峰。
歌曲同步的喊叫声常被许多乐评人与泰勒·斯威夫特2012年歌曲〈我们再也回不去了〉进行比较。而歌曲的旋律则被认为与Len1999年的单曲〈Steal My Sunshine〉相似。立体胶的克里斯·德維爾（Chris DeVille）认为歌曲是一半的〈So What'cha Want〉和一半的〈Steal My Sunshine〉。《DIY》的丽莎·怀特（Lisa Wright）认为歌曲与查莉·XCX2014年专辑《爛咖》类似。Pitchfork的普婭·帕特爾（Puja Patel）将歌曲浩大的节拍和恰莉的单曲〈怦怦心跳〉进行比较。帕特爾表示她在听到把他追回來！中有歡樂看台歌曲〈I Wanna Get Better〉、〈我们再也回不去了〉、Sleigh Bells歌曲、克蕾小姐歌曲〈Gucci Gucci〉和野獸男孩歌曲的元素时欣喜若狂。评论亦将歌曲与貝克的〈Loser〉、 屁眼衝浪客樂團的〈Pepper〉、魔数41的〈Fat Lip〉、威瑟樂團的〈Beverly Hills〉以及艾薇兒·拉維尼的作品进行比较。

## 歌词解释
把他追回來！的歌词探索了罗德里戈希望对前任复仇的同时又希望与前任复合的纠结心态，歌曲名称的短语有着双重含义。歌曲的歌词包含了关于两人关系的细节。在第一节中，她宣称这段关系是在夏天开始，春天结束的。罗德里戈嘲笑前任自负、脾气暴躁、花心，还表示他撒谎说自己身高六英尺两英寸。接着她在回忆起两人共同经历的好的和不好的经历：她称他“非常有趣”，记得和他一起参加派对和飞往法国，但也说他经常对她的朋友们有性骚扰的举动。
在副歌部分，罗德里戈反复重复标题中的歌词：“我想要把他追回來！”，在交替的句子中表达了她想让他嫉妒的愿望和因为想念他而不开心的情感。在第二节中，她坦白承认给他写了信但没有寄出去，想念他的吻和幽默。罗德里戈还说她给他写了短信，但因为会让她的朋友们失望，而没有发给他。《纽约时报》的乔恩·卡拉曼尼卡认为，这象征着她与朋友们的关系受到了影响。在歌曲中，尽管前任有种种缺点，她还是相信“我是我父亲的女儿，也许我可以修复他？”，这是因为她父亲是一名心理治疗师。在桥段部分，罗德里戈唱出了她心中矛盾的想法，既想“在他的车上刻字”，又想“给他做午餐”，“伤了他的心”，然后“把它重新缝合”。在最后一句中，罗德里戈说她想见他的母亲，但只是为了告诉她“her son sucks”，卡拉曼尼卡认为这可能是一种双关语。

## 乐评
〈把他追回來！〉在发行后获得了乐评的好评。许多乐评称赞其为专辑《GUTS》的亮点，并且称其为有可能取得商业成功的歌曲之一。《綜藝》的克里斯·威尔曼（Chris Willman）认为歌曲是专辑中最富有魅力的歌曲。而《告示牌》的杰森·利普肖茨（Jason Lipshutz）认为这首歌是全专最佳，并将其称为〈駕照〉的“姐姐版”。查尔斯·莱昂斯·伯特（Charles Lyons-Burt）在《偏锋杂志》写道，歌曲在每次播放时，它的矛盾核心都会揭示出一种新的态度和感情。
一些评论则指出歌曲的抒情形式非常精巧，这体现了罗德里戈作为创作型歌手的成长。赖特认为歌曲的歌词“机智”。而戈登和莱昂斯·伯特认为歌曲的混乱恰好反映了许多关系分手时的混乱。许多评论者将〈把他追回來！〉列为罗德里戈更具趣味性的歌曲。还有一些评论认为歌曲抒发的情感有着与年龄相称的“不成熟”和“尖刻”。《GQ》将罗德里戈想要见前任的歌词列为专辑中的亮点，并认为这是“最勇敢的”歌词。而《Nylon》则将这段歌词以及提及罗德里戈父亲的那段歌词列为《GUTS》最无可挑剔的歌词。《迈阿密新时代报》的塞利亚·阿尔梅达（Celia Almeida）将后者列为罗德里戈最“无情批评”的歌词。
《DeVille》和《洛杉磯時報》的米凱爾·伍德（Mikael Wood）认为罗德里戈的说唱部分与歌曲的节拍同步得非常好。但 《MusicOMH》的約翰·墨菲（John Murphy）则认为说唱部分“有点平淡”。海伦·布朗（Helen Brown）在《獨立報》写道，她相信〈把他追回來！〉有着黛比·哈利歌曲〈One Way or Another〉的节奏精神。根据Gordon的说法，罗德里戈在副歌部分展现了“校霸”的风格，而在副歌部分则表现出“拉拉队员”的气质。同时，伍德表示，〈把他追回來！〉得益于罗德里戈的演员背景，展示了她“精准的台词诵读，能够在一瞬间切换各种喜剧风格——从自然主义到滑稽戏，从虚情假意到冷面笑匠”。
〈把他追回來！〉的副歌部分也广受好评。许多评论称赞其高质、极好、激动人心与令人脑力激荡。Pitchfork的凯特·张（Cat Zhang）认为，副歌的每一处都值得为之尖叫；《Paste》的雷切尔·赛维茨（Rachel Saywitz）认为副歌对歌曲的主旨起到了画龙点睛的作用。〈把他追回來！〉在多个乐评出版物中2023年最佳歌曲榜单榜上有名，其中包括立体胶（第4名）、Pitchfork（第5名）、《滾石》（第7名）、《公告牌》（第9名）、《偏锋杂志》（第41名）和《今日美國》（非排名榜单）。2023年9月，《滚石》的羅伯·薛菲德将其列为罗德里戈最佳歌曲第3名；他将表达想要见前任母亲的歌词与琼尼·米歇尔的歌词进行对比，并将“I wanna key his car, I wanna make him lunch.”选为他最爱的歌词。

## 音乐视频
歌曲的音乐视频由杰克·贝格特（Jack Begert）执导，完全由一台iPhone 15 Pro Max设备在洛杉矶拍摄，延续了罗德里戈2021年用一台iPad拍摄〈残酷〉的拍摄方式。摄影指导Xiao Liu在拍摄这部影片时使用了设备5倍长焦的快速变焦技术。影片在2023年9月12日，蘋果公司发布iPhone 15 Pro Max后几小时面世。
在影片中，八个相同的罗德里戈摧毁前任的房子其中一个烘焙蛋糕，另外的几个则四处投掷刀具和房子的摆件。之后，罗德里戈走过一个交通拥堵的路段，她的克隆开始摧毁车窗并齐声唱歌。《DIY》的黛西·卡特（Daisy Carter）认为，克隆体的存在概括了歌曲“双重心态”的精神，而《前音後果》的艾比·琼斯（Abby Jones）则表示，每一个克隆体“都代表罗德里戈脑海中告诉她要去划（前任的）车的矛盾的声音”。Vulture的萨凡纳·萨拉萨尔（Savannah Salazar）相信，影片该视频抢了iPhone 15 Pro Max的风头，成为发布会当天最引人入胜的产品。

## 制作人员名单
制作名单取自《GUTS》的专辑注释。
- 丹·尼格罗 – 制作人、词曲作者、工程師、原声吉他、电吉他、打击乐器、钢琴、声乐制作人、贝斯、合成器、鼓编程、和声
- 奧莉維亞·羅德里戈 – 主唱、和声、词曲作者
- 亚历山大23（英语：Alexander 23） – 协作制作、鼓、工程、滑音管吉他、贝斯、合成器、和声
- 伊恩·柯克派屈克（英语：Ian Kirkpatrick (record producer)） – 协作制作、工程、合成器、鼓编程
- 斯特林·劳斯 – 鼓
- 蘭迪·美林 – 母带
- 米奇·麦卡锡 – 音频混制（英语：Audio mixing (recorded music)）

## 榜单
| 榜单（2023年-2024年）                | 最高 排位 |
| ------------------------------------ | --------- |
| 澳大利亚（澳大利亚唱片业协会單曲榜） | 6         |
| 奥地利（Ö3四十强单曲榜）             | 52        |
| 加拿大（Canadian Hot 100）           | 11        |
| 加拿大（《告示牌》Canada CHR）       | 12        |
| 加拿大（《告示牌》Canada Hot AC）    | 25        |
| 捷克（百強數位單曲榜）               | 63        |
| 法国（法國唱片出版業公會單曲榜）     | 188       |
| 德国（德國官方單曲榜）               | 78        |
| 全球（Billboard Global 200）         | 7         |
| 希腊（国际唱片业协会希腊分会单曲榜） | 18        |
| 愛爾蘭（愛爾蘭唱片音樂協會单曲榜）   | 5         |
| 日本（日本《公告牌》Hot Overseas）   | 15        |
| 立陶宛（AGATA单曲榜）                | 70        |
| 荷兰（荷蘭四十強單曲榜）             | 37        |
| 荷兰（百强单曲榜）                   | 48        |
| 新西兰（新西兰唱片音乐协会单曲榜）   | 5         |
| 挪威（世道單曲榜）                   | 19        |
| 波兰（波兰流媒体榜）                 | 80        |
| 葡萄牙（葡萄牙唱片業協會单曲榜）     | 31        |
| 新加坡（新加坡唱片業協會单曲榜）     | 13        |
| 斯洛伐克（電台百強單曲榜）           | 50        |
| 斯洛伐克（百強數位單曲榜）           | 75        |
| 西班牙（西班牙音樂製作協會）         | 79        |
| 瑞典（瑞典最熱榜）                   | 28        |
| 瑞士（瑞士热门音乐榜）               | 86        |
| 英國（官方榜单公司單曲榜）           | 7         |
| 美国（《告示牌》百大單曲榜）         | 11        |
| 美國（《告示牌》成人當代單曲榜）     | 28        |
| 美國（《告示牌》Adult Pop Airplay）  | 10        |
| 美國（《告示牌》Hot Rock Songs）     | 3         |
| 美國（《告示牌》Pop Airplay）        | 8         |

| 榜单（2023年）                                  | 排位 |
| ----------------------------------------------- | ---- |
| 美国（《公告牌》Hot Rock & Alternative Songs）) | 32   |

## 销售认证
| 地區                           | 认证 | 认证单位/销量 |
| ------------------------------ | ---- | ------------- |
| 澳大利亚（澳大利亚唱片业协会） | 金   | 35,000‡       |
| 巴西（巴西唱片業協會）         | 白金 | 40,000‡       |
| 加拿大（加拿大音乐协会）       | 白金 | 80,000‡       |
| 英国（英国唱片业协会）         | 银   | 200,000‡      |
| ‡僅含認證的+實際銷量           |      |               |

## 发行历史
| 地区   | 日期          | 形式         | 厂牌 | 参考   |
| ------ | ------------- | ------------ | ---- | ------ |
| 意大利 | 2023年9月15日 | 电台播放     | EMI  | [ 11 ] |
| 美国   | 2023年9月19日 | 當代流行電台 | 格芬 | [ 12 ] |

## 注解
1. ↑  中文大意：“把他追回來路258号”
2. ↑  在英文中，“Get someone back”既可以指将某人追回来，也可以指向某人报仇。
3. ↑  歌词“Cause I miss the way he kisses and the way he made me laugh”（因为我想念他亲我和逗笑我的方式）在罗德里戈改动前为“Cause I miss the way he kisses and the way he grabbed my ass”（因为我想念他亲我和抓我屁股的方式）[39]
4. ↑  原文“her son sucks”，“sucks”既可以表示某人很差劲，也可以表示某人在口交。
5. ↑  中文大意：“我想要划他的车，但又想要给他做午饭”